# Sigrid Combüchen

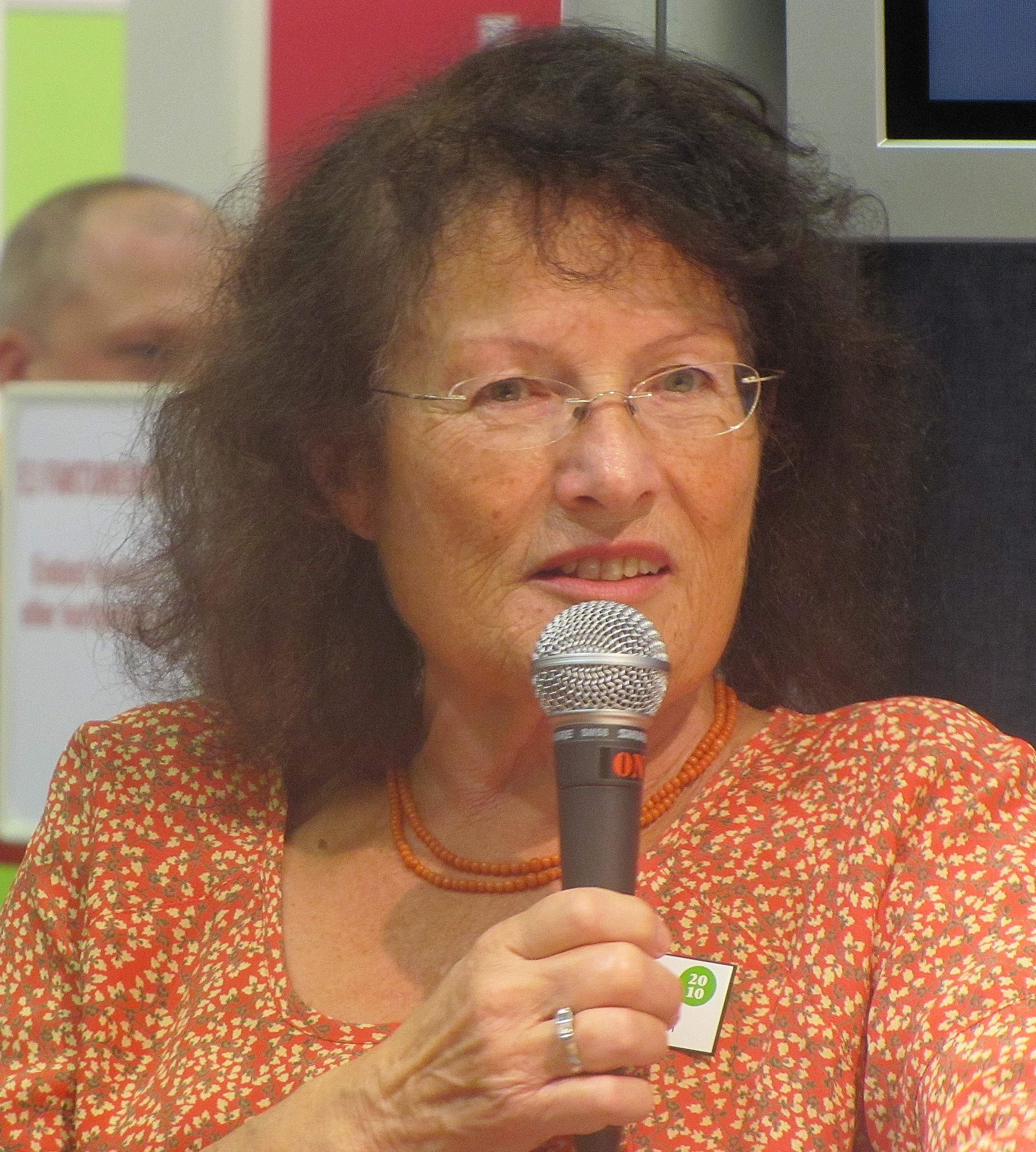
Sigrid Combüchen auf der Göteborger Buchmesse 2010.

Sigrid Combüchen Åkerman (* 16. Januar 1942 in Solingen) ist eine schwedische Schriftstellerin und Literaturkritikerin.

## Leben
Die Familie der im deutschen Solingen geborenen Combüchen wanderte 1948 nach Schweden aus. Sie selbst absolvierte ihr Abitur in Halmstad und debütierte noch im selben Jahr mit Ett rumsrent sällskap als Schriftstellerin. Anschließend folgte ein Studium in Politikwissenschaft, Neuere Geschichte und Literatur mit Schwerpunkt auf Film. Nach ihrem Studium arbeitete sie in mehreren Zeitungsredaktionen, bevor sie in den 1980er Jahren eine Mitbegründerin der Literaturzeitschrift  „Allt om Böcker“ wurde. Als Literaturkritikerin etablierte sich Combüchen ebenfalls mit Beiträgen für Tageszeitungen wie dem Dagens Nyheter, Svenska Dagbladet und Expressen.
Ihren internationalen Durchbruch hatte sie mit dem 1988 erschienenen Roman Byron, der drei Jahre später nach einer Übersetzung von Sven Gunnar Feldstein im Stuttgarter Klett-Cotta Verlag erschien. Ihr zweiter in deutscher Sprache erschienener Roman wurde ihr 2010 veröffentlichtes Buch Spill, das sich in Schweden über 100.000 Mal verkaufte und den renommierten August-Preis für den besten Roman erhielt. Der Münchener Verlag Antje Kunstmann brachte das Buch 2012 nach einer Übersetzung von Paul Berf unter dem deutschen Titel Was übrig bleibt für den deutschsprachigen Buchmarkt heraus. 
Neben dem Dobloug-Preis, dem Selma-Lagerlöf-Preis und dem Großen Preis des Samfundet De Nio erhielt Combüchen während ihrer Schriftstellerkarriere zahlreiche Auszeichnungen. Seit 2003 ist sie außerdem als Dozentin für Kreatives Schreiben an der Universität Lund tätig.

## Werke
- Ett rumsrent sällskap (1960)
- I norra Europa (1977)
- Värme (1980)
- Byron (1988)
  - Byron, Stuttgart 1991, Klett-Cotta, ISBN 3-608-95699-9
- Korta och långa kapitel (1992)
- Parsifal (1998)
- En simtur i sundet (2003)
- Livsklättraren. En bok om Knut Hamsun (2006)
- Spill (2010)
  - Was übrig bleibt: ein Damenroman, München 2012, Kunstman, ISBN 978-3-88897-747-3
- Den umbärliga (2014)
- Sidonie & Nathalie (2017)